# Bad Belzig

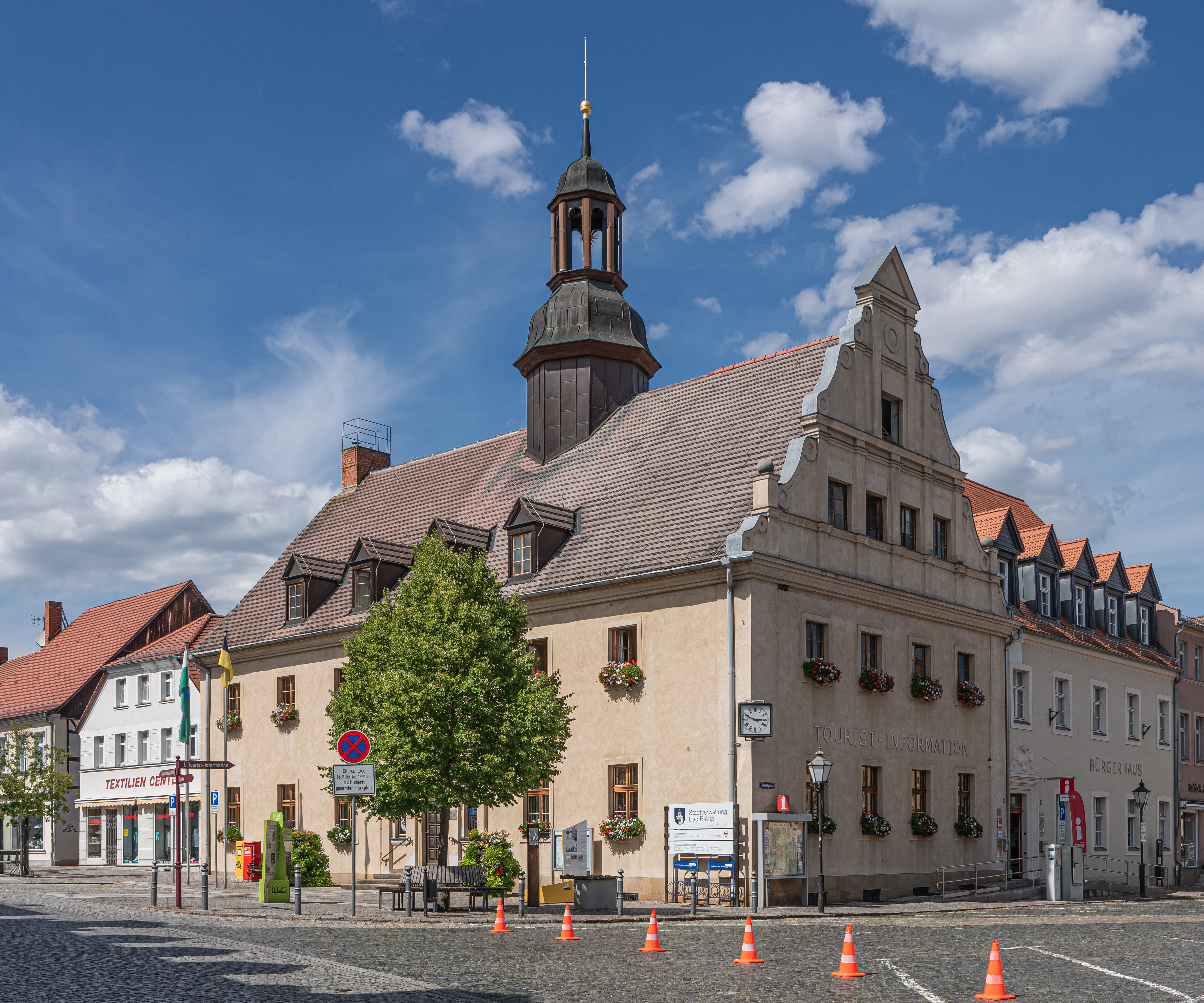
Municipio

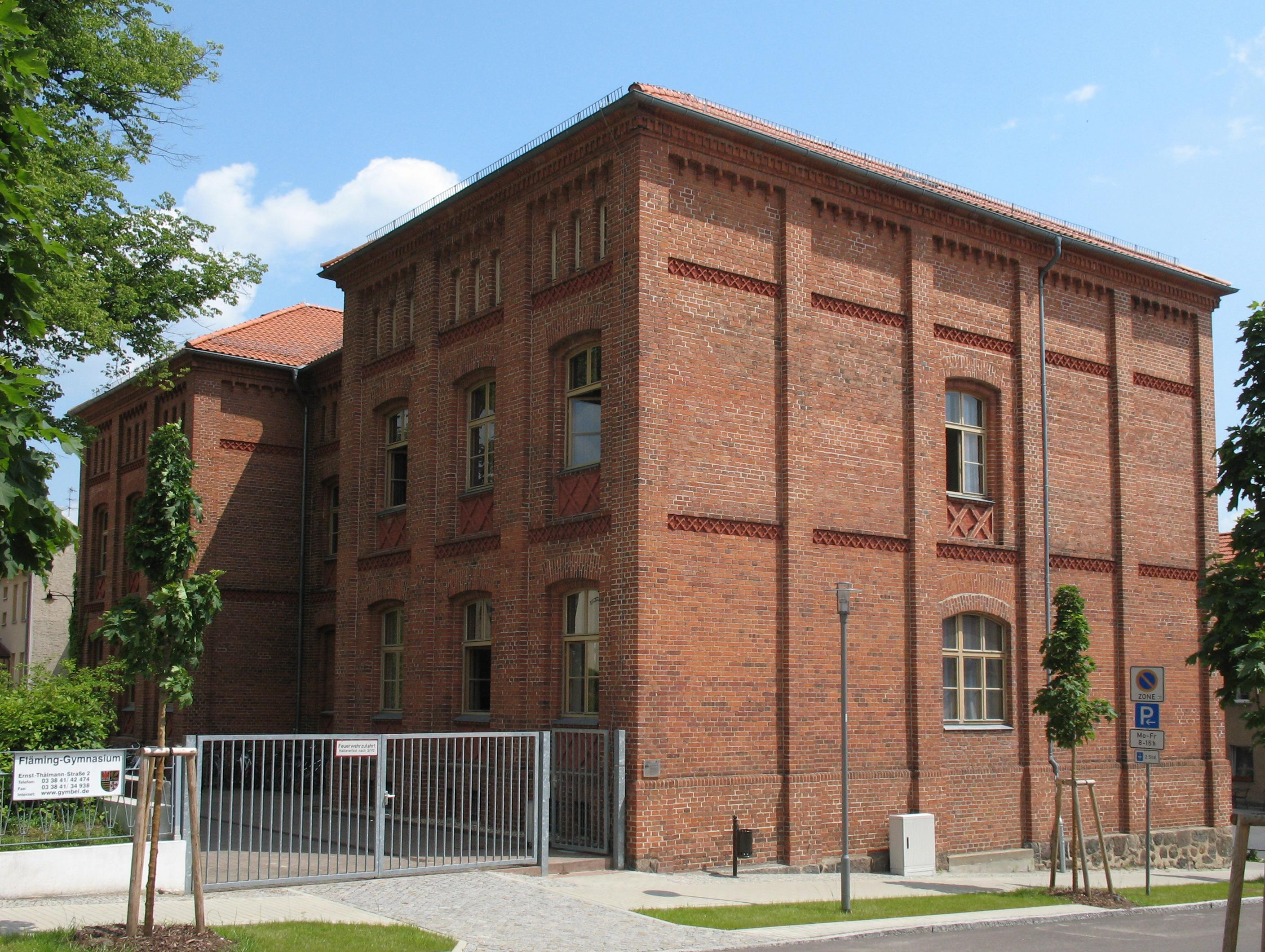
Scuola

Bad Belzig (fino al 2010 Belzig) è una città di 11 216 abitanti del Brandeburgo, in Germania.

È capoluogo del circondario di Potsdam-Mittelmark.

## Geografia fisica
Bad Belzig si trova nella parte centro-occidentale del circondario, a circa 50 km da Berlino, circa 30 da Potsdam e 20 da Brandeburgo sulla Havel. L'autostrada A9 la collega alla capitale tedesca.

## Storia
Fino al 1993 è stata capoluogo del circondario omonimo (targa BEL), poi confluito assieme ai circondari di Brandebuurgo e di Potsdam nel circondario di Potsdam-Mittelmark.
Nel 2003 vennero aggregati alla città di Bad Belzig i comuni di Hagelberg e Schwanebeck.
Fino al 2010 si chiamò semplicemente Belzig.
Nella frazione di Fredersdorf sorge il castello, già feudo dei baroni von Oppen ed attualmente (2010) in restauro.

## Società

### Evoluzione demografica
- Sviluppo della popolazione dal 1875 entro gli attuali confini (Linea Blu: Popolazione; Linea puntata: Confronto dello sviluppo della popolazione dello stato del Brandenburgo; Sfondo grigio: Ai tempi del governo nazista; Sfondo rosso: Al tempo del governo comunista)
- Sviluppo recente della popolazione (Linea blu) e previsioni

| Anno | Abitanti |
| ---- | -------- |
| 1875 | 8 847    |
| 1890 | 8 665    |
| 1910 | 9 162    |
| 1925 | 9 362    |
| 1939 | 10 636   |
| 1950 | 14 139   |
| 1964 | 12 329   |

| Anno | Abitanti |
| ---- | -------- |
| 1971 | 12 145   |
| 1981 | 11 873   |
| 1985 | 11 849   |
| 1990 | 11 960   |
| 1995 | 11 711   |
| 2000 | 12 263   |
| 2005 | 11 772   |

| Anno | Abitanti |
| ---- | -------- |
| 2010 | 11 248   |
| 2015 | 11 120   |
| 2016 | 11 113   |
| 2017 | 11 126   |
| 2018 | 11 144   |
| 2019 | 11 141   |
| 2020 | 11 096   |

Fonti dei dati sono nel dettaglio nelle Wikimedia Commons..

## Geografia antropica
Appartengono alla città di Bad Belzig le frazioni (Ortsteil) di Bergholz, Borne, Dippmannsdorf, Fredersdorf, Groß Briesen, Hagelberg, Kuhlowitz, Lübnitz, Lüsse, Lütte, Neschholz, Ragösen, Schwanebeck e Werbig, le località abitate (Bewohnter Gemeindeteil) di Egelinde, Hohenspringe, Klein Briesen, Klein Glien, Preußnitz, Verlorenwasser e Weitzgrund e i nuclei abitati (Wohnplatz) di Bullenberg, Forsthaus Rothebach, Grützdorf, Kleesenmühle/Obermühle, Neue Mühle, Ölschlägers Mühle, Röderhof, Springbachmühle, Waldsiedlung, Wenddoche e Wühlmühle.

## Amministrazione

### Gemellaggi
Bad Belzig è gemellata con:
- Ritterhude